# Mo Bounce
Pour les articles homonymes, voir Bounce.
Ne doit pas être confondu avec Bounce, une autre chanson d'Iggy Azalea sortie en 2014
Singles de Iggy Azalea
Team
(2016) Switch
(2017)
Mo Bounce est un single de la rappeuse australienne Iggy Azalea, sorti le 23 mars 2017. Il est produit par les groupes The Stereotypes (en) et Far East Movement. Il est diffusé pour la première fois dans l'émission de Zane Lowe sur la station Beats 1,.
Le single est dévoilé progressivement dès le début du mois de mars 2017 grâce à des photos et des gifs postés sur les réseaux sociaux,.

## Historique des sorties
| Pays       | Date          | Format                   | Label   | Ref.   |
| ---------- | ------------- | ------------------------ | ------- | ------ |
| Monde      | 23 mars 2017  | Téléchargement numérique | Def Jam | [ 5 ]  |
| États-Unis | 4 April 2017  | Rhythmic contemporary    | Def Jam | [ 8 ]  |
| États-Unis | 11 April 2017 | Contemporary hit radio   | Def Jam | [ 9 ]  |
| États-Unis | 11 April 2017 | Urban contemporary       | Def Jam | [ 10 ] |

## Liste des pistes
- Téléchargement numérique (Explicit Version)[11]

1. Mo Bounce – 3.42
2. Mo Bounce (Instrumental) – 3:42

- Téléchargement numérique (Clean Version)[12]

1. Mo Bounce – 3:42
2. Mo Bounce (Instrumental) – 3:42

- Téléchargement numérique (Remixes EP)[13]

1. Mo Bounce (Deadly Zoo Remix) – 3:20
2. Mo Bounce (Eden Prince Remix) – 3:02
3. Mo Bounce (Dirtcaps Remix) – 3:38

## Paroles
Dans la chanson, Iggy Azalea prononce plus de 130 fois le mot bounce (« rebondir » ou « faire rebondir » en anglais).

## Clip vidéo
Le clip vidéo de Mo Bounce est réalisé fin février 2017 à Hong Kong par Lil Internet. Le 20 mars 2017, la plateforme Vevo annonce que le clip serait dévoilé le 24 mars. Le 21 mars, Iggy Azalea publie sur Twitter et GIPHY plusieurs gifs issus du clip de Mo Bounce,. Ceux-ci montrent entre autres des jeunes femmes (dont Iggy) en train de twerker,. Le 22 mars, Vevo publie un extrait de 20 secondes du clip.
Le clip officiel est dévoilé en intégralité sur la plateforme Vevo le 24 mars 2017,,,,,.
Dans la vidéo, Iggy Azalea et plusieurs danseuses twerkent sur la musique rythmée ; elles arborent diverses tenues, dont des maillots de bain. Le clip reçoit de nombreux commentaires négatifs de la part d'internautes, qui le comparent à ceux de Nicki Minaj voire à de la pornographie.
En France, le clip est diffusé après 22h avec une signalétique "déconseillé aux moins de 10 ans" ou "12 ans" ou sans signalétique (en fonction des chaînes).
Azalea affirme plus tard avoir perdu six kilogrammes en ayant twerké durant une semaine pour le clip de Mo Bounce,.

## Accueil critique
Mo Bounce a reçu des critiques très constrastées.
Lauren Tom de Billboard affirme que « le rythme soutenu et les paroles fortes incarnent le morceau [d'Iggy] le plus joyeux, et peut-être son train de vie à l'heure actuelle ». Claire Lobenfeld du magazine Fact adresse une critique négative à Mo Bounce, décrivant la chanson comme un « cauchemar de style néo-blog house ». En revanche, pour Hardeep Phull du New York Post, le single est « le meilleur contenu produit par l'artiste de 26 ans depuis ses jours de gloire de 2014 » ; ce morceau « hyper-entraînant » « est le come-back fort dont [Iggy Azalea] a terriblement besoin ».
Le 10 avril 2017, le quotidien The Daily Telegraph relève la chute rapide du single dans les charts australiens : celui-ci a quitté le top 100 après une semaine, et moins de 5 000 Australiens ont acheté le single à cette date, alors que le clip vidéo de Mo Bounce comptabilise déjà plus de 23 millions de vues,.
Toutefois, Mo Bounce est cité comme une des productions de The Stereotypes ayant assuré la nomination de l'équipe au 60e Grammy Award du producteur de l'année (non classique),.

## Classements hebdomadaires
| Classement (2017)                               | Meilleure position |
| ----------------------------------------------- | ------------------ |
| Australie (ARIA)                                | 63                 |
| Australie Urban (ARIA)                          | 8                  |
| Canada (Hot 100)                                | 87                 |
| Écosse (OCC)                                    | 47                 |
| États-Unis (Bubbling Under Hot 100 Singles)     | 17                 |
| États-Unis (Bubbling Under R&B/Hip-Hop Singles) | 2                  |
| États-Unis (Dance Club Songs)                   | 21                 |
| France (SNEP)                                   | 137                |
| Nouvelle-Zélande Heatseekers (RMNZ)             | 10                 |
| Russie Airplay (Tophit)                         | 256                |
| Royaume-Uni (UK Download Chart)                 | 53                 |